# Arturo Buzzi-Peccia
Arturo Buzzi-Peccia (Milano, 13 ottobre 1854 – New York, 29 agosto 1946) è stato un compositore italiano.

## Biografia
Nacque a Milano da Antonio e da Clotilde Peccia, figlio naturale di Antonio, probabilmente fu in seguito riconosciuto dal padre, mantenendo, tuttavia, anche il cognome materno.
Ricevette i primi rudimenti musicali dal padre, e nel 1868 fu ammesso al Conservatorio di Milano dove studiò sotto la direzione di Antonio Bazzini.  Verso la fine degli anni 1870 si trasferì a Parigi dove continuò i suoi studi con i maestri Jules Massenet e Camille Saint-Saëns. Tornò in Italia a Milano ed in seguito fu a Torino dove fu insegnante di canto.

## Selezione di canzoni e composizioni

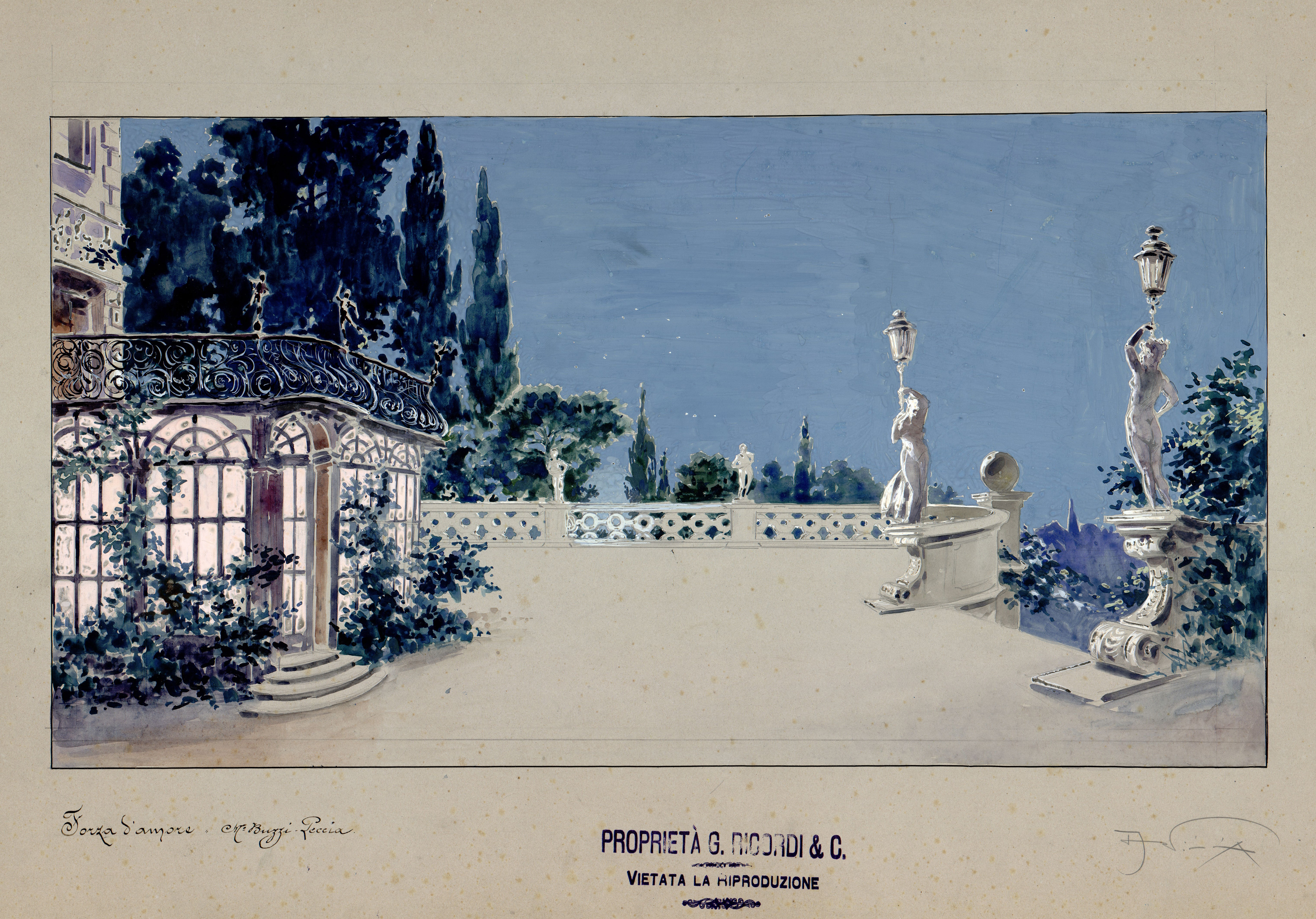
Nel palazzo del Conte di Narval, bozzetto per La forza d'amore atto 2 (1897).
Archivio Storico Ricordi

Fra le composizioni più note ci sono il poema sinfonico Re Harfagar che fu eseguito alla Teatro alla Scala di Milano nel 1888 sotto la direzione di Franco Faccio; dei cori due opere liriche: El sogn de Milan (1892) e Forza d'amore (1897).
- Lolita, (1892)
- "Ave Maria".
- Occhi di sole
- "Baciami".
- "Brezza marina", barcarola per pianoforte.
- "Capriccioso in re",  per pianoforte.
- "Torna amore".
- "Mal d'amore".
- Colombetta (serenatella veneziana dedicata a Claudia Muzio)
- Gloria a te (incisa negli Stati Uniti d'America dal baritono Giuseppe Campanari (1903)
- "Inno all' amore", (1904)
- "La Cigarette du Paradis"
- Four French Songs. (1915)
- Galanteries, causeries pour piano.
- "Black Magic", parole di C. D. Isaacson.
- "Come buy", da Il racconto d'inverno di Shakespeare.
- "The Conscientious Deacon", parole di V. Lindsay.
- Two Encore Songs [No. 1.] "My mother bids me spend my smiles", parole di T. Hood.
  - [No. 2.] "Venus' runaway", parole di B. Jonson.
- "Eternal Light!" (Lux eterna)
- "Fair Dreams" (Les beaux rêves); parole di Axel, Versione in inglese di P. C. Warren.
- "A Fly Song", tragicomical encore ditty, etc., parole di J. D. Wells.
- "Gloria". Duet for soprano and alto, parole di M. C. Schuyler.
- "Going to War".
- "Good Night my Love".
- "Mariolina: a love call" (c. 1934).